# Günter Topmann
Günter Topmann (* 7. Mai 1934 in Bielefeld; † 19. August 2024 ebenda) war ein deutscher Kriminalbeamter und Politiker (SPD), der ab 1976 auch Mitglied des Bundestages war.

## Leben und Beruf
Nach dem Schulbesuch absolvierte Topmann zunächst eine Ausbildung zum Schuhmacher. Nach seiner Schuhmacherlehrer wechselte er im Jahr 1953 als Beamter in den Polizeidienst. Später wurde er zum Kriminalhauptkommissar befördert. Günter Topmann war verheiratet und hatte zwei Kinder.

## Partei
Topmann war seit dem Jahr 1961 Mitglied der SPD.

## Abgeordneter
Topmann war von 1976 bis 1983 für zwei Wahlperioden Mitglied des Deutschen Bundestages. Er zog jeweils über ein Direktmandat ins Parlament ein, vertrat in den Jahren 1976 bis 1980 den Wahlkreis Lüdenscheid und von 1980 bis 1983 den Wahlkreis 123/Märkischer Kreis II. Außerdem war er von 1984 bis 1994 für zwei Wahlperioden Mitglied des Europäischen Parlaments.

## Öffentliche Ämter
Topmann amtierte in den Jahren 1970 bis 1999 als ehrenamtlicher Bürgermeister der Stadt Altena. Er wirkte zudem als Aufsichtsratsmitglied der Elektromark AG Hagen und als Verwaltungsratsvorsitzender der Sparkasse Altena-Nachrodt.